# هاریهارا
هاریهارا (سانسکریت: हरिहर)نام یکی از خدایان در آیین هندوئیسم است که ترکیبی است از دو خدای ویشنو و شیوا. هاریهارا با نام شانکارانارایانا نیز شناخته شده‌است که شاناکارا همان شیوا و نارایانا همان ویشنو است.
هاریها به عنوان یک وااژة فلسفی نیز کاربرد دارد که اتحاد ویشنو و شیوا نمایانگر جنبه‌های مختلف یک واقعیت غائی هستند که همان برهمن نامیده می‌شود.
مجسمه‌هایی از هاریهارا در غارهای معبد هندو یافت شده‌اند که نیمی از پیکر هر مجسمه نمایانگر ویشنو و نیم دیگر نمایانگر شیوا است.